# 长平之战
长平之战是東周戰國時代秦國進攻趙國的大規模戰役，“三年然後決”（靳生禾、謝鴻喜認為為前期僵持對峙二年六個月，後期白熱戰六個月），在決戰時雙方都出動了傾國之師。結果，秦軍戰勝趙軍，並且盡數坑殺投降趙軍。
長平之戰是為戰國形勢轉折点，經此一役，最有实力与秦国一战的赵国迅速衰落，六國皆不再有力單獨對抗秦軍，四十年後，秦滅六國。

## 背景
公元前263年，秦國白起攻下韓國南陽（今河南省修武縣），絕太行羊腸道。
前262年（周赧王53年、秦昭襄王45年、趙孝成王4年），白起攻下韩国野王（今河南省沁陽），韩国上党与國都新鄭的联系被断絕。韩桓惠王惧怕秦军兵锋，决定主动將上党郡献给秦国，以息战祸。上党郡守靳黈却寧願死戰不愿降秦。韩王于是派冯亭接替上党郡守遂行降秦事宜。由于秦法严苛，韩人恐惧，故冯亭不愿降秦，與其吏民謀議：「鄭道已絕，秦兵日進，韓不能應，不如以上黨歸趙。趙受我，秦必攻之；趙被秦兵，必親韓；韓、趙爲一，則可以當秦矣。」馮亭守三十日，同時遣使獻出上党郡十七邑於趙國，曰：「韓不能守上黨，入之秦。其吏民皆安於趙，不樂爲秦。有城市邑十七，願再拜獻之大王！」赵孝成王問計，平陽君趙豹認為不可，秦服其勞而趙受其利，會得罪秦國。平原君赵胜認同趙王想法，不可失此大利。於是趙王使平原君往上党受地，封馮亭為華陽君兼上黨郡守，大賞上黨吏民。馮亭垂涕不見使者曰：「吾不忍賣主地而食之也！」
前261年，秦國大將白起進攻韓國的緱氏（今河南省偃師市）和綸氏（今河南省登封市），進一步震懾韓國，並孤立趙國上黨。

## 战役进程

### 退守據險
公元前261年，秦国派左庶长王龁领兵进攻上党，意欲一举佔之。趙國廉颇领兵二十万救援上党。廉颇以丹朱岭至马鞍壑一线的百里石长城为主防御阵地，分军前出32公里于空仓岭一线据险构築前沿防御，并派裨将茄領五千趙兵前出搜索迎敌。其时，缑氏、纶、上党已被秦军攻陷。冯亭率残部归附于廉颇军中。
四月，秦军与趙军的首次遭遇战发生在空仓岭以西的玉溪河谷。混战中，秦军斥候斩赵裨将茄。初战不利后，赵军据守空仓岭防线。六月，秦军攻击前进突破防线，占取赵军二鄣城，殺四都尉。七月，赵军被迫退却，于石长城以西的丹河一线构筑长垒防御。秦军再次强攻赵军阵地，殺二都尉，奪西壘壁。
趙軍戰敗向東退入故關，堅守百里石長城。石長城建築在丹朱嶺至馬鞍壑一線的分水嶺上，面向秦軍的南坡山勢陡峻。石長城底寬4米，隔段築有堡壘，依山勢綿延百里，中段有一名為故關的天然隘口，為南北交通的必經之路，築有城門，與長城渾然一體。趙軍於百里石長城全線佈防，以重點防禦故關、韓王山、大糧山，居高臨下抵禦秦軍。《水經注》引《上黨記》曰：「秦壘在（長平）城西，二軍共食流水，澗相去五里。城之左右沿山亙隰，南北五十許里，東西二十餘里，悉秦、趙故壘」。秦軍進攻受挫，挑釁趙軍出長城決戰，趙軍拒不出戰。廉頗統御的二十萬趙軍在失去重重天險後，終於以堅壁成功遏制了秦軍攻勢。

### 外交反間
攻戰無進展，消耗戰僵持雙方都陷入糧食短缺，糧芻輜重補給維艱。秦軍遠道而來，補給線漫長後勤壓力大，地方野史記載，空倉嶺因秦軍於該處「詭運置倉」而得名。據《戰國策·齊策之二》，趙國同樣糧食短缺，請粟於齊，齊不聽。

#### 外交失敗
趙孝成王與樓昌、虞卿謀，樓昌請發重使至秦媾和。虞卿反對與秦媾和，並認為戰和決定權在於秦，而秦國已決意打敗趙國，要逼和秦國，正正不可與秦講和，反而應嘗試拉攏魏、楚，製造合縱之勢迫使秦國退兵：「今制媾者在秦；秦必欲破王之軍矣，雖往請媾，秦將不聽。不如發使以重寶附楚、魏，楚、魏受之，則秦疑天下之合從，媾乃可成也。」趙王不聽，使鄭朱媾於秦，秦受之。虞卿對趙王曰：「王必不得媾而軍破矣。何則？天下之賀戰勝者皆在秦矣。夫鄭朱，貴人也，秦王、應侯必顯重之以示天下。天下見王之媾於秦，必不救王；秦知天下之不救王，則媾不可得成矣。」既而，秦國果然利用趙國派使者入咸陽和談之機，顯重鄭朱向趙示好，而不與趙媾。其他諸侯懼怕秦趙媾和連橫於己不利，不敢支援趙國。元代胡三省指，史言趙之喪師蹙國，不特以趙括代廉頗之故，亦由不用虞卿之計也。

#### 反間易將
秦國范雎同時使用反間計，在邯鄲散布謠言：「秦之所惡，獨畏馬服子趙括將耳，廉頗易與，且降矣。」趙孝成王本自惱怒廉頗領軍傷亡多，屢次戰敗卻堅守營壘不敢出戰，謠言四起，不啻于火上澆油。於是趙王力排眾議，臨陣換將，以年輕將領趙括（趙國名將馬服君趙奢之子）代替廉頗為長平前線最高統帥。

### 雙雙易帥

#### 趙括
公元前260年夏，赵括替代廉頗，再領二十萬趙軍接管长平前线大小軍務。駐在長平的趙軍，共有四十多萬，聲勢非常浩大。赵括到达前线后，悉數改变军令約束和防守战略部署，并撤换大批中下级军官，收缩兵力准备主动出击，企图一战歼灭秦军，收复上党。

#### 白起
秦国得知消息后秘密派遣武安君白起為上將軍指挥秦军，王龁改任副將，命令「有敢泄武安君為將者斬！」白起针对赵军的动态，以丹河东岸的长平为依托，沿丹河东岸的天然髙岗构筑起长达十八公里的主阵地，右翼一直延伸到小东仓河北岸，以抵御赵军主力的进攻。另安排伏兵二万五千人在决战开始后切断从石长城出击的赵军退路；另五千骑兵遮绝留守石长城的赵军与出击的赵军主力之间的联系。

### 秦軍佯敗，趙軍中伏
赵括在对秦军所知甚少的情况下，指挥主力出击屯扎在故关前的秦军部队。秦军按照白起的将令，接战不久后便诈败，沿直通长平的大道逃跑，把追击的赵军主力引诱到预设战场。
赵括不知中计，集中主力猛攻秦军阵地，雙方傷亡慘重，但秦军顽强抵抗，赵军无法攻破。此时赵军主力已经远离故关十二公里。预伏在小东仓河北岸的兩萬五千名秦军突然出击占领韩王山，切断了赵军的退路。五千骑兵也兵临故关前，使留守故关的赵军不敢支援。赵军被完全分为两段。赵军出击主力失去后勤保障，留守部队空守粮草辎重不敢增援。秦军把握有利态势，派出不帶甲之輕兵从两翼攻击赵军。赵军分兵作战，不能取胜，趙軍主力被秦军压缩在了秦军防御壁垒所在的将军岭与韩王山所夹挟的一片低凹的山谷–泫氏谷。原本赵军坚守的百里石长城被秦军攻克，反而成为了秦对赵包围圈的一部分。

### 被圍投降

#### 國力總動員
面对险恶战局，赵括命令部队原地筑壁堅守等待援兵。秦军乘势合围赵军于谷地。赵军被围的消息报到邯郸。赵孝成王意欲合纵抗秦，遣使求救于临近的楚、魏等国。但由于之前赵国使者入咸阳和谈得秦昭襄王厚遇，诸侯国不愿救赵。赵孝成王只得派出本国的部队赶往长平前线救援。
秦国得知赵军主力已被合围，糧道已絕，秦昭襄王亲自赶到河内郡（黃河以北，太行道以南，故魏韓地，時已屬秦），賜所有郡民爵一级，命郡内十五岁以上男丁悉数出征支援长平前线，遮絕赵国救兵及糧食。
前260年九月，在被困餓46日后，趙軍戰馬食盡已經演變到食人肉的狀態，且箭矢兵械損壞無法補充，赵括分軍四隊強行突围四五次始終未能衝出重圍。白起下令秦軍放箭，圍而不戰。最终，赵军伤病饿殍无法再战，只得全体投降。秦军俘虏赵军20余万人。

### 坑殺趙卒

秦赵长平会战一般形势图

秦军对20万降卒持警戒態度。白起計曰：「前秦已拔上黨，上黨民不樂爲秦而歸趙。趙卒反覆。非盡殺之，恐爲亂。」白起以酒肉安撫降卒，假意许诺將降兵中身体强健的带回秦国，而年老体弱伤残幼小的会發回赵国，赵人不疑。後白起密令秦兵以白布裹頭，下令“凡首無白布者，即係趙人，當盡殺之。”趙國降卒不曾準備，又無器械，束手就戮，一夜俱盡。根據遺址屍骨坑考古，殺降多屬先擊殺致死而後亂葬掩埋。史載當時“流血成川，沸声若雷”；“血流淙淙有聲，楊谷之水皆變為丹，至今號為丹水”；後世稱血流成河。唯有240名年少的赵兵被秦军放归赵国以散布恐慌，震慑山东六国。
秦軍坑殺趙卒的消息傳入趙國，整個國家“子哭其父，父哭其子，兄哭其弟，弟哭其兄，祖哭其孫，妻哭其夫，沿街滿市，號痛之聲不絕”。

### 乘勝追擊
一個月後，前260年十月，白起兵分兩路，以司馬梗進攻太原，王齕率軍進攻武安，威脅邯鄲。
韓割垣雍，趙割六城以和。前259年正月，秦兵罷，復守上黨。

## 戰後
赵国经此一战元气大伤，再也无力单独和秦国全方位对抗，就此确立了秦对赵的战略优势，為秦王政日後攻滅趙國打下根基。
不过，秦国在此戰中也損失了巨大的人力物力，再加上日後的邯鄲之战慘敗，“死者过半，国内空”，在秦王政繼位以前，秦国也無法再發動大規模戰爭，國勢亦嚴重削弱，这也使秦在三十年后，才展开秦灭六国之战。

## 評論

### 趙受上黨
漢代司馬遷於《史記》批評平原君「利令智昏」，「貪馮亭邪說，使趙陷長平兵四十餘萬眾，邯鄲幾亡」。宋代鮑彪注《戰國策》謂：「平陽（趙豹）嫁禍之言，豈不易曉，而孝成（趙王）怒之，昏於利之。（平原君趙）勝、禹入而順旨，以濟其欲，不幾於一言而喪邦歟？故為邦者以遠佞人為急。」
元代胡三省認為趙之禍不在於受上黨，注《資治通鑒》：「秦有吞天下之心，使趙不受上黨而秦得之，亦必據上黨而攻趙」。現代石泉著文《秦趙長平之戰與邯鄲保衛戰的歷史教益》認為，上黨高地是邯鄲戰略屏障，與其聽任秦佔領後居高臨下攻擊邯鄲，不如趙率先佔有這戰略要地據以防衛邯鄲，是以趙接納上黨在戰略上本非失策。

### 趙括功過
長平戰爭開打2年半後，赵括因此一战断送己方40万将士性命和赵国前途而成为千古笑柄，其事迹成为成语“纸上谈兵”。
近年不少為趙括翻案之文章引用《史記》：“秦卒死者過半，國內空”，《战国策》亦说长平之战使得秦“国虚民饥”，主張趙括突圍時也重創秦軍，不失為驍勇善戰。雖然有人指出長平之戰前後由一連串的軍事衝突和大小會戰組成，秦軍和廉頗對峙消耗，後王陵兵敗，秦軍折損五位大將。直到秦王與白起談論時，白起所言“秦卒死者過半，國內空”當指邯鄲之戰中，重大傷亡的結果。

### 坑殺
也有些人質疑史记记载秦軍坑殺40萬趙降卒之事。南宋朱熹就提出“长平坑杀四十万人，史迁言不足信。败则有之，若谓之尽坑四十万人，将几多所在！又赵卒都是百战之士，岂有四十万人肯束手就死？决不可信。”胡三省在《资治通鉴》注時亦稱：“此言秦兵自挫廉颇至大破赵括，前后所斩首虏之数耳。兵非大败，四十万人肯束手而死邪！”近人钱穆也质疑：“白起损失数十万人，没人头上交，只好杀几万降卒当成坑杀骗功，也因此不敢直指赵都，故秦王知之而后杀之。”但後續從白起的遭遇中可知宰相范雎忌妒白起的功勳已久，被命中途折返未直接攻下邯鄲亦可能是宰相在朝中的運作。所謂坑殺，其實就是屠殺，且真實數字應該是趙軍戰鬥中死傷20多萬，事後處死的20多萬，而這其中又包含不少不願投降秦國的上黨軍民。

### 白起戰術
魏汝霖譽長平之戰為「殲滅戰之最佳史例」。
2011年拍攝的電視劇大秦帝国之崛起中對長平之戰有詳細演繹，串聯了史學界考證結果，在冷兵器時代雙方武器效能略同，兵力也相當，無一方有絕對優勢，在趙地作戰對趙軍有些許優勢，而秦軍軍功制度和四川巴蜀糧草供應也有優勢，可說互有抵銷。但此戰白起所用的戰術非常巧妙，也可說只有在長平能用此戰術，趙軍長期依託當地特有山崖地形，構築三層壁壘戰術，由於大戰前期秦軍已經攻入第一層壁壘，在一二層之間雙方僵持三年，白起戰術便是用詐敗儘量誘其全軍出擊，深入靠近第一壁壘東側，之後迅速以騎兵和戰馬車的高速分隊從兩翼大迂迴高速包抄，深入後方攻下第二層壁壘的唯二通道故關和長平關，切斷趙軍主力與二層壁壘後方大糧山的糧草基地，將其困於一二層間山谷，趙軍精心構築三年的壁壘此時成為包圍自己的鐵桶。
孫子兵法上所言的十則圍之，要有十倍兵力才能打包圍戰，但指的是完全以兵圍兵的平原戰場，在此特殊壁壘化的戰場，是有可能用相等或較少兵力達成包圍，白起可說是讀通透了兵法，而趙括則是讀死書依照教條來思考，這也是後世譏為紙上談兵的主因，之後秦軍準確預測了趙軍可能的突圍方向，因為絕壁山谷中的路線其實不多，並重點加強固守，秦所擅長之弩兵利用防禦優勢居高臨下多次擊退，隨時間推移得不到補給的趙軍糧草和箭矢耗盡，胡服騎射所擅長的騎兵也因戰馬缺糧倒下，最後殺馬為食，最後趙軍45萬人被圍一個半月在谷中，變成吃人肉求活的慘狀，只能在統帥戰死後投降。

### 殺降争议
秦趙是當時最強兩大國，故長平交戰數年其餘各國都持謹慎態度不敢介入，更希望兩強相爭，兩敗俱傷。秦国戰後坑殺剩餘降卒的主要原因有三：
- 當時雙方籌集糧草國力已達極限，全中原又大旱才迫使趙軍放棄堅守戰術出戰，秦國糧草也不樂觀無法遠程運糧多養20萬人。
- 若將其押送回國則後續攻伐深入趙國佔地的行動必須中止，且冷兵器時代若是押送途中或回國後這20萬人造反將是大患[2]。
- 若將降卒放歸，趙軍会在短时间内得到恢复，則長平之戰雙方各折損20多萬人，余下趙軍20多萬人返國，秦國等於落得平手和多占了些地。

### 抨击
三國時，何晏抨擊白起屠降，使敵軍日後死戰不降：「天下見降秦之將頭顱似山，歸秦之眾骸積成丘，則後日之戰，死當死耳，何眾肯服，何城肯下乎？是為雖能裁四十萬之命而適足以強天下之戰，欲以要一朝之功而乃更堅諸侯之守，故兵進而自伐其勢，軍勝而還喪其計。」 

### 遺址
長平之戰之具體紀錄由於秦朝焚書坑儒，已經基本遺失，只能通過考古發掘判斷戰況，山西長平有長平之戰遺址。長平古戰場之存在歷代有考，民間亦有傳說，當代則屢有考古發現。1995年5月，山西高平永祿鄉永祿村農民李珠海及其子李有金在地裡工作時發現了戰國時代的屍骨。此處後來經考古人員發掘，被編為一號屍骨坑，現已就地建成小型博物館，開放給遊人參觀，其藍色屋頂（35°51'57.32"N 112°53'9.71"E）在衛星照片上顯得格外醒目。

### 文獻
- 司馬遷所著《史記》是研究此次戰役的重要史料之一，司馬遷之遠祖司馬靳亦參與這次戰役，後來與白起俱死於杜郵，因此很可能是家史。對此戰役兵力調動，後勤等之描述甚簡略。但司馬遷卻记錄了秦軍坑殺趙軍降兵之黑暗面。
- 楊寬先生所著《戰國史》對長平之戰中王齕軍進擊上党的時間有獨到見解。關於秦軍參戰人數，史無明確記載。一般認為應與趙軍相當。也有學者認為秦軍連後勤應有100萬人以上。
- 靳生禾、謝鴻喜先生合著之《長平之戰——中國古代最大戰役之研究》是20世紀末研究長平之戰之專著。
- 前207年十一月（前207年12月14日–前206年1月11日），項羽在新安城南坑殺20餘萬秦軍降卒。

### 影视作品
- 央視《探索发现》20150628《东方帝王谷》第六集：铁血长平 （页面存档备份，存于）
- 央视纪录频道《喋血长平》 （页面存档备份，存于）